# رنگ‌کردن مو

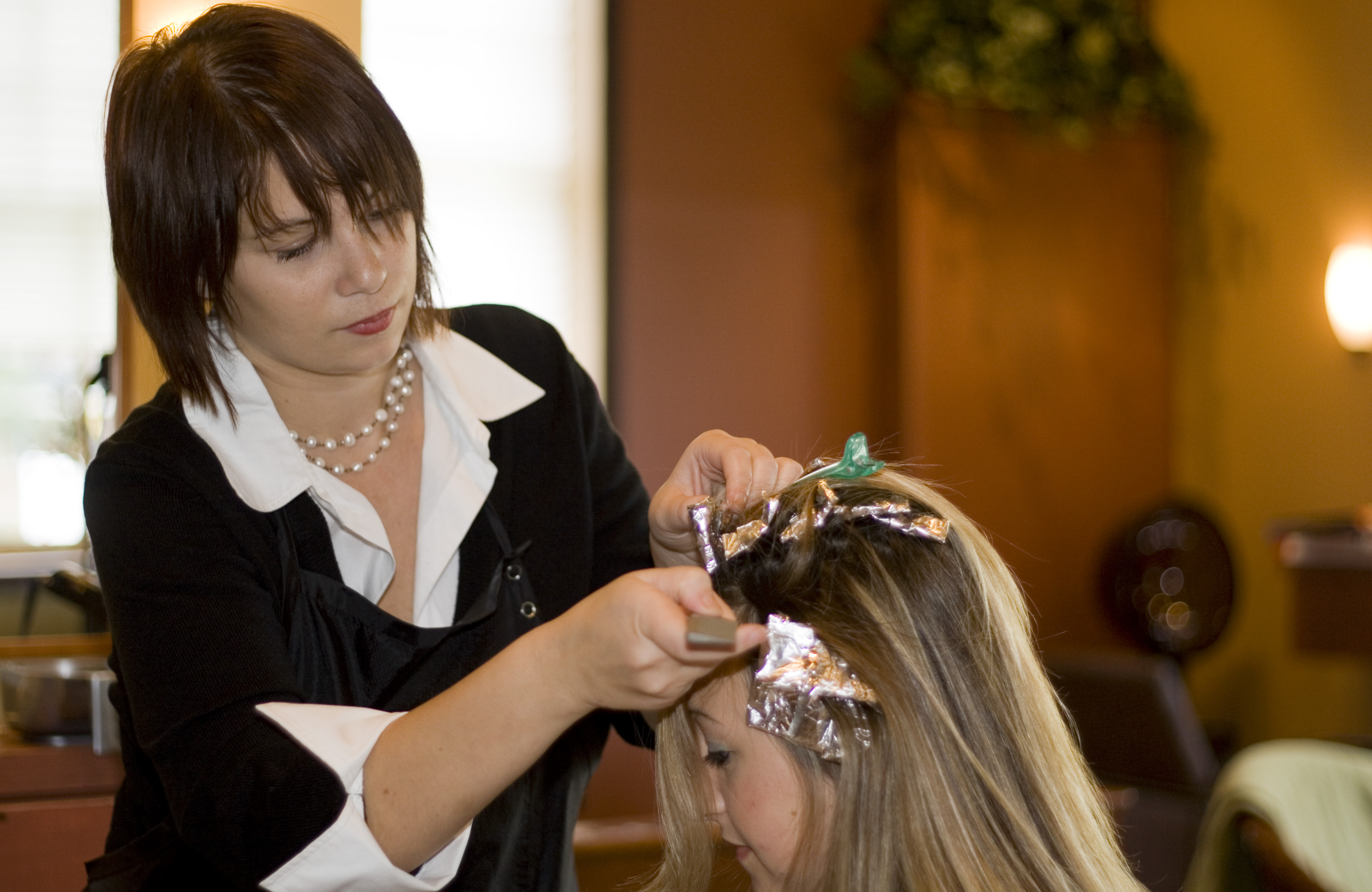
رنگ کردن مو در سالن زیبایی

رنگ کردن مو عملی است که باعث تغییر مصنوعی رنگ موها می‌شود. دلایل اصلی رنگ کردن مو برای پوشاندن موهای سفید یا برای آرایش و زینت است. رنگ آمیزی مو می‌تواند به صورت حرفه ای توسط یک آرایشگر انجام شود یا در خانه توسط خود فرد یا دیگران انجام بگیرد.

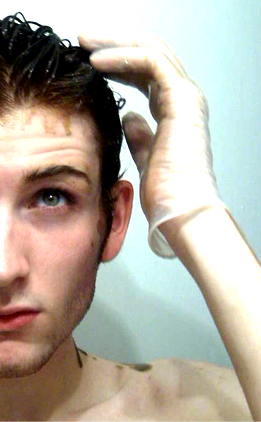
رنگ کردن مو در خانه

همچنین فرد می‌تواند هم از رنگ موهای شیمیایی که رایج‌ترین رنگ مو به ‌شمار می آید و تنوع رنگ بالا و وقت گیر هم نیستند استفاده کند یا اینکه از رنگ موهای طبیعی یا خانگی مانند حنا که اغلب وقت گیر هستند استفاده کنند که البته استفاده از رنگ موهای طبیعی کمترین آسیب را به موها می‌رسانند. 
رنگ کردن مو هم بین آقایان و هم بین بانوان از قدیم رایج بوده‌است اما امروزه ۷۰ درصد از بانوان و 20 درصد از آقایان موهای خود را رنگ می‌کنند. رنگ و مش، تاثیر زیادی در جذابیت فرد دارد. مو یکی از مهمترین عوامل تعیین کننده در ظاهر یک فرد است و با تغییر رنگ و حالت آن چهره تغییر زیادی می کند.

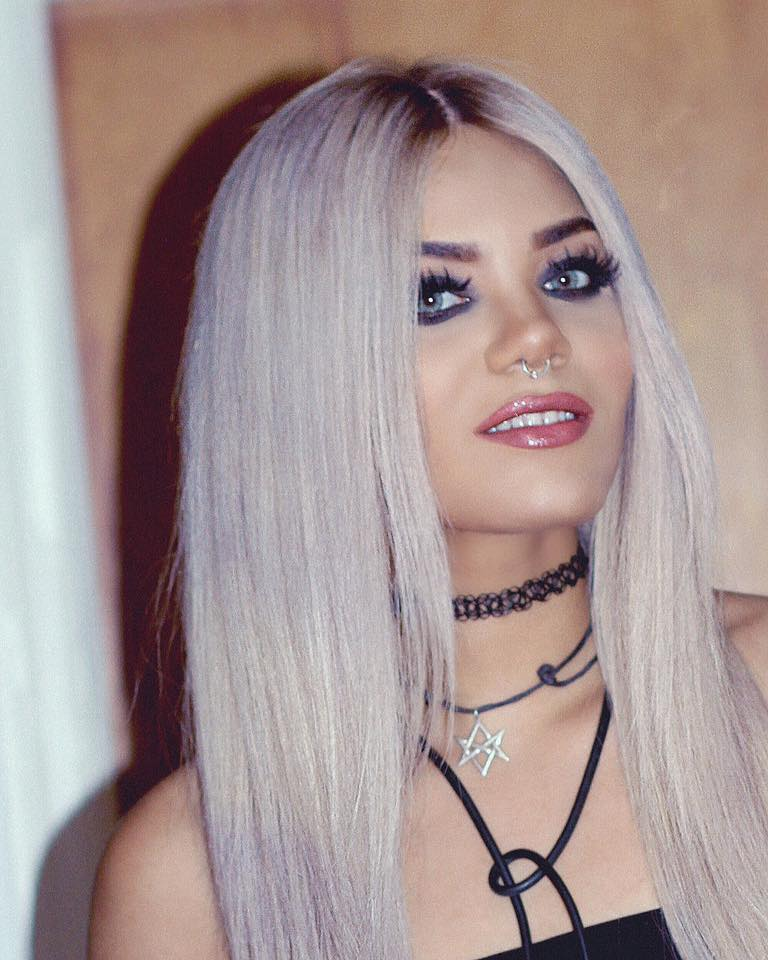
رنگ مو یخی

رنگ کردن هایی که همراه با دکلره انجام شود، یا رنگ کاملا سیاه، به شدت به اساس و پایه مو آسیب میزند.
رنگ های بدون آمونیاک، برای بعد از کراتینه مو توصیه میشود که میتوانند تا حد زیادی اثرات کراتینه را حفظ کنند.